# Kosmogonia
Kosmogonia is een compositie van Krzysztof Penderecki.
Kosmogonia (afgeleid van kosmos) is geschreven in opdracht van en ter viering van het vijfentwintigjarig bestaan van de Verenigde Naties. Het werd destijds (24 oktober 1970) uitgevoerd in het Hoofdkwartier van de Verenigde Naties in New York waarbij Zubin Mehta leiding gaf aan solisten, het koor van Rutgers University en het Los Angeles Philharmonic Orchestra. Penderecki componeerde het werk in zijn toenmalige avantgardistische stijl. Het werk is geschreven voor een uitgebreide bezetting, zowel in koor als in orkest:
- solisten: sopraan, tenor en bas
- gemengd koor: sopranen, alten, tenoren, baritons
- 4 dwarsfluiten, waarvan 2 ook piccolo, 4 hobo’s, 3 klarinetten, 1 basklarinet, 3 fagotten, 1 contrafagot, 2 altsaxofoons, 1 baritonsaxofoon
- 6 hoorns, 4 trompetten, 4 trombones, 2 tuba’s
- 4 man/vrouw percussie, basgitaar, harp, celesta, harmonium, piano, orgel
- 24 violen, 10 altviolen, 10 celli en 8 contrabassen

Het werk werd vrijwel direct na de première op elpee gezet door het Pools Nationaal Radio-Symfonieorkest met koor onder leiding van Andrzej Markowski. Dat kon niet verhinderen, dat het daarna ook snel in de la verdween. In 2012 verscheen pas een nieuwe opname van dit gelegenheidswerk in een doorlopend retrospectief van de componist verzorgd door het platenlabel Naxos.